# Selahattin Ülkümen
Selahattin Ülkümen est un diplomate turc né le 14 janvier 1914 à Antakya et mort le 7 juillet 2003 à Istanbul.
Consul de Turquie à Rhodes pendant la Seconde Guerre mondiale, Selahattin Ülkümen a sauvé plusieurs dizaines de Juifs, soit de citoyenneté turque, soit des épouses et des parents de Turcs israélites qui avaient, eux, la citoyenneté grecque ou italienne.
Ülkümen a été fait Juste parmi les nations le 13 décembre 1989.

## Contexte
Des juifs ont vécu à Rhodes durant les 390 ans de la présence ottomane (jusqu'en 1917), puis sous la domination italienne jusqu'en 1943, lorsque les Allemands se sont emparés de l'île. Dans les années 1940, ils étaient environ 2000, en comptant les Turcs, les Grecs, les Italiens et ceux qui étaient nés sur place.

## Interventions d'Ülkümen
Le 19 juillet 1944, la Gestapo a ordonné à tous les Juifs de l'île de se réunir à son quartier général : ils étaient censés être enregistrés pour « être transportés temporairement dans une petite île voisine », mais il s'agissait en réalité de les rassembler pour les envoyer au camp d'extermination d'Auschwitz.
Ülkümen est allé voir le commandant allemand, le général Ulrich Kleemann, pour lui rappeler que la Turquie était neutre dans la Seconde Guerre mondiale. Il a demandé qu'on relâche les Juifs, non seulement de nationalité turque, mais aussi leurs conjoints et leurs proches, même si beaucoup de ceux-ci étaient Grecs ou Italiens. Le commandant a d'abord refusé, considérant que selon les lois nazies, tous les Juifs devaient aller en camp de concentration. Ülkümen lui a répondu que « selon la loi turque tous les citoyens sont égaux. Nous ne distinguons pas les citoyens selon qu'ils sont juifs, chrétiens ou musulmans ».
Ülkümen a dit à Kleemann qu'il avertirait son « gouvernement s'il ne relâchait pas les Juifs turcs et que cela causerait un incident international. » Kleeman a alors cédé. Les Juifs protégés par Ülkümen ont été libérés, non sans mauvais traitements de la part des autorités nazies. Ülkümen a continué à leur offrir sa protection et son soutien moral, aussi bien à ceux qu'il avait sauvé qu'à ceux qui restaient sur l'île. Ils craignaient d'être déportés et devaient se présenter tous les jours à la Gestapo, sans jamais savoir s'ils allaient pouvoir en ressortir.
Peu après l'opération d'Ülkümen, les Allemands ont rassemblé les juifs grecs de l'île, au nombre de 1 673, et les ont déportés en Grèce. De là, ils ont été envoyés en camp d'extermination ; seuls 151 d'entre eux ont survécu à la guerre.

## Représailles nazies
En guise de représailles, des avions allemands ont bombardé le consulat turc à Rhodes, tuant deux employés consulaires et la femme enceinte d'Ülkümen, Mihrinissa. Les Allemands ont arrêté Ülkümen et l'ont transféré au Pirée, où il a dû rester jusqu'à la fin de la guerre. 
Au cours des six mois suivants, les Juifs turcs de Rhodes ont été presque constamment harcelés par la Gestapo, qui en a emprisonné plusieurs pour de longues périodes. Elle ne les a pas déportés comme prévu, peut-être à cause du désordre et de la désorganisation des transports du Troisième Reich durant cette période.
Finalement, au début de janvier 1945, le général Kleemann a appris que des représentants du Comité international de la Croix-Rouge devaient venir à Rhodes pour constater l'état de la population. Il a ordonné aux derniers Juifs de l'île de partir en Turquie, ce qu'ils ont fait le lendemain, traversant sur de petits bateaux dans une mer déchaînée pour atteindre le port de Marmaris.

## Après-guerre
Relâché à la fin de la guerre, Ülkümen est revenu en Turquie, continuant sa carrière diplomatique jusqu'à son départ à la retraite. Il a notamment été consul général de Turquie à Beyrouth et au Caire, avant de devenir secrétaire général adjoint du CENTO.  
Il est mort dans son sommeil le 7 juillet 2003 à Istanbul, à 89 ans. Il est enterré au cimetière de Zincirlikuyu.

## Hommages
Maurice Sauriano, le chef de la communauté juive restée à Rhodes après la guerre (35 personnes) a déclaré : « J'ai une dette à l'égard du consul turc qui a fait des efforts extraordinaires pour sauver ma vie et celle de mes concitoyens. »
Le vice-président de la Quincentennial Foundation (qui gère le musée juif de Turquie), l'historien Naim Güleryüz (tr), a rassemblé le témoignage de survivants et a proposé à Israël de reconnaître les actions d'Ülkümen pendant la guerre. Le 13 décembre 1989, la fondation Yad Vashem a déclaré Ülkümen Juste parmi les nations. Son nom a été inscrit au mémorial et un arbre planté en son honneur sur le « Sentier des Justes ».
En 1990, Israël a publié un timbre-poste à son effigie.
Le 5 juin 2012 a été inauguré à Van, dans l'est de la Turquie, une école Selahattin Ülkümen construite par la communauté juive de Turquie et l'American Jewish Joint Distribution Committee.